# Lovisa Törnsten
Lilian Lovisa Ulrika Törnsten, född 12 oktober 1966, är en svensk konstexpert, anställd vid Bukowskis Göteborgskontor där hon är filialchef.
Hon har deltagit i tre säsonger i frågesportprogrammet Kulturfrågan Kontrapunkt på SVT. I den första säsongen tävlade hon tillsammans med lagmedlemmarna Rickard Söderberg (operasångare), som också var lagkapten och Johanna Ögren (författare och skribent). I den andra säsongen var hon själv lagkapten, och hennes lagmedlemmar var denna gång, författaren Björn Ranelid och musikkritikern Nicholas Ringskog Ferrada-Noli.
I säsong 4, som sändes under våren 2021, deltog hon tillsammans med Johan Korssell och Paul Tenngart.